# Castell de Llívia
El Castell de Llívia és una obra del municipi de Llívia (Cerdanya) declarada bé cultural d'interès nacional. Es trobava a la part superior del Puig del Castell, als peus del qual es va erigir la moderna Llívia, Baixa Cerdanya.

## Descripció
El Castell de Llívia ocupa el cim de la muntanya del Castell, turó isolat des del qual es controla el conjunt de la plana cerdana, amb un gran valor estratègic. Al costat intern de l'actual cantonada sud-oest del castell, s'han localitzat un conjunt d'estructures d'hàbitat molt senzilles, del voltant dels segles xi i xii, que es devien relacionar amb una petita fortificació situada una mica més al nord. Aquesta devia ser un castell roquer, segurament d'estructura molt simple. D'aquesta fortificació es conserven les restes de dues torres de planta semicircular, actualment molt malmeses per la seva reutilització com a fonaments de les torres de la fortalesa gòtica.
Segons les restes pervingudes i actualment visibles d'aquest castell, que corresponen majoritàriament a la reforma general que patí la fortificació a finals del segle xiii amortitzant les estructures anteriors, es pot dir que constava de tres recintes fortificats: En primer lloc el fortí situat al lloc més elevat del puig, de planta quadrangular, d'uns 35 metres de costat, 1,5 de gruix de mur i un perímetre de 140 m. Als vèrtexs, 4 torres circulars de 4 m de diàmetre intern. Envoltada per un profund fossat excavat a la roca, s'estructurava al voltant d'un pati central sota del qual hi havia una gran cisterna de planta rectangular i coberta de volta, excavada a la roca, amb les parets internes recobertes de morter hidràulic. Les mides són d'11 metres de llargada per 5 d'amplada i una alçària aproximada de 4 m. La torre de l'homenatge (angle nord-est) comptava amb el seu propi fossat, la seva pròpia cisterna, coberta amb volta de canó i un pont que travessava el fossat del castell i li donava un accés propi des de l'exterior. D'aquesta manera, la torre funcionava com una mena de reducte defensiu aïllat.

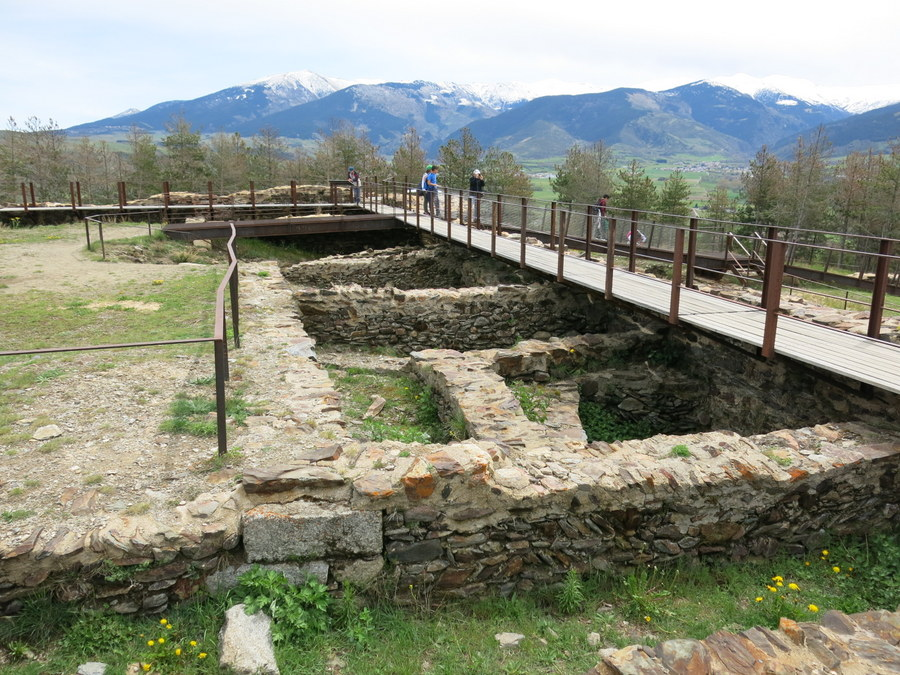
Castell de Llívia

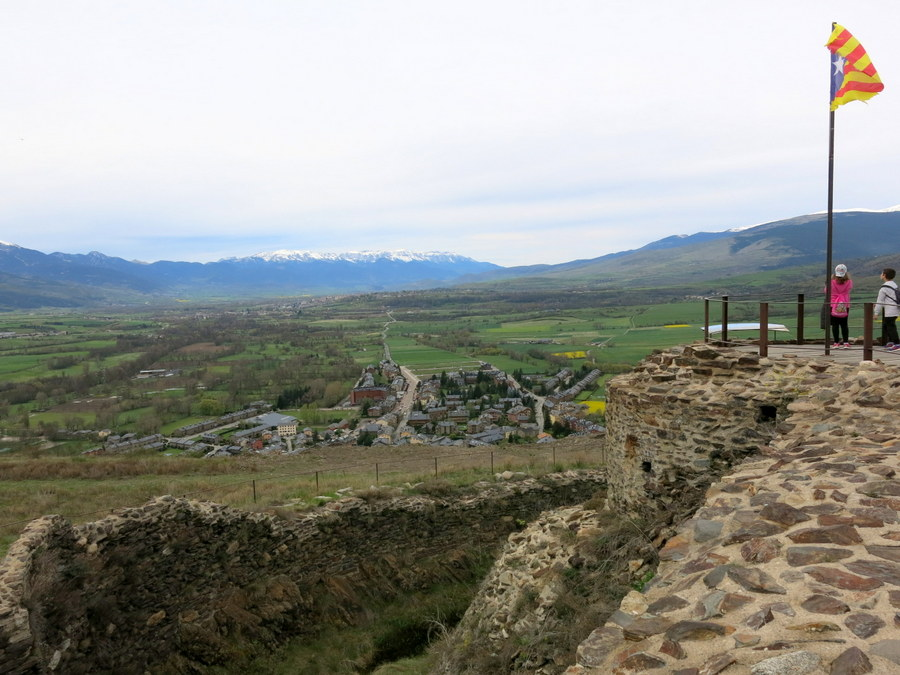
Castell de Llívia

El segon element és un recinte de planta poligonal annex al fortí, que s'atribueix al recinte sobirà (dependències del castlà). El tercer àmbit, molt extens, que ocupava la resta del turó, era el recinte jussà, que encabiria el vilatge alt-medieval del castell. La muralla del tercer recinte estava reforçada per torres rectangulars als llenços i torres circulars atalussades als angles, de les quals, la més ben conservada és l'anomenada torre d'Estavar perquè, des d'on s'alça, s'albira la població d'aquest nom. L'aparell és de pedra de muntanya, llicorella, lligada amb morter de calç.

## Història
Castell termenat documentat per primer cop l'any 996. Es tenen notícies documentals de Llívia des d'època romana i d'una fortalesa en aquest lloc en època visigòtica quan el castell és esmentat com a «Castrum Libyae quod est Cerritaniae caput» l'any 672. No obstant això, les excavacions arqueològiques no han detectat pràcticament restes estructurals anteriors al segle ix. Originàriament, seria un castell roquer d'estructura simple, que aprofitava la topografia del lloc. Posteriorment, al segle xiii, aquesta fortificació es va reformar, segurament degut a la consolidació d'una frontera militar amb el regne de França, com a resultat del Tractat de Corbeil (1258) i la posterior creació del regne de Mallorca, que comprenia els comtats de la Cerdanya, el Rosselló, la senyoria de Montpeller i les Illes Balears (1279-1349). En aquest moment, s'implanta un nou tipus de fortificacions lligades a l'art gòtic. Els castells passen a ser més grans, amb una planta regular organitzada a l'entorn d'un pati central. El castell de Llívia és un dels exemples més destacats d'aquesta tipologia de castell.
Al llarg dels segles xiv i xv el castell de Llívia va ser la principal fortificació del comtat de Cerdanya i rebé nombrosos privilegis dels monarques catalanoaragonesos i dels reis de Mallorca. L'any 1344, el deposat rei de Mallorca, Jaume III, el va atacar sense èxit. Ja entrat el segle xv, a conseqüència del conflicte entre la Generalitat i el comte rei Joan II, conegut com a guerra civil catalana, (1462-1472), es va produir la intervenció francesa. D'acord amb el Tractat de Baiona (1462), el monarca català va empenyorar els comtats del Rosselló i la Cerdanya a canvi de l'ajut econòmic i militar francès. Un cop finit el conflicte, el castlà del castell, Damià Descatllar, es va revoltar contra el domini francès. L'any 1478 el castell va ser assetjat durant catorze mesos i, finalment, va capitular. Un cop conquerida la fortalesa, Lluís XI ordenà enderrocar-la (1479). A principis del segle xvi, hi hagué un breu intent de reconstrucció al sud-est i algunes ocupacions puntuals durant la Guerra dels Segadors (1640-1659). Finalment, cal esmentar l'ús puntual del castell per a activitats ramaderes.
L'any 2013,es va inaugurar la restauració del castell. Les obres, s'iniciaren l'any 1994 i, atesa la complexitat del projecte, duraren dinou anys. S'han dut a terme amb el suport tècnic i econòmic de la Diputació de Girona.